# الفرقة المتعددة الجنسيات في المنطقة الوسطى والجنوبية
الفرقة المتعددة الجنسيات الوسطى والجنوبية (MND-CS)، التي أُنشئت في سبتمبر 2003، وبدعم من حلف شمال الأطلسي (الناتو)، كانت جزءًا من القوة المتعددة الجنسيات في العراق. كان مقرها الرئيسي في معسكر إيكو، وكانت تحت القيادة البولندية حتى أكتوبر 2008، عندما انسحبت آخر القوات البولندية. كانت الوحدة البولندية هي الأكبر حجمًا. وشملت الدول المشاركة الأخرى أرمينيا، والبوسنة والهرسك، وبلغاريا، والدنمارك، وكازاخستان، ولاتفيا، وليتوانيا، ومنغوليا، والنرويج، ورومانيا، والسلفادور، وسلوفاكيا، وإسبانيا، وأوكرانيا، والولايات المتحدة الأمريكية. واعتبارًا من ديسمبر 2008، انسحبت القوات الأرمينية، والبوسنية، والدنماركية، واللاتفية، والكازاخية، والليتوانية، والمنغولية، والإسبانية، والسلوفاكية بالكامل.
المنطقة الجنوبية الوسطى (التي كانت تسمى سابقًا المنطقة الجنوبية العليا، والمعروفة أيضًا بالمنطقة البولندية) تغطي المنطقة الواقعة جنوب بغداد: محافظة القادسية، ومحافظة كربلاء، ومحافظة بابل، ومحافظة واسط، وقد نُقِلَت جميعها إلى الحكومة العراقية. يبلغ عدد سكان المنطقة حوالي 5 ملايين نسمة موزعة على 65 632 كم². المدن الرئيسية في المنطقة تشمل الديوانية، والكوت، والحلة، وكربلاء، والنجف.
أعيدت محافظة النجف إلى السيطرة الأمريكية في عام 2004، بسبب تقليص قوة القوات الخاضعة للقيادة البولندية؛ مما أدى إلى تقليص المنطقة إلى حوالي 3 ملايين نسمة موزعة على 28655 كم². في 5 يناير/كانون الثاني 2006، سلّمت القوات البولندية السيطرة على محافظة بابل الوسطى للقوات الأمريكية.

## معلومات عامة

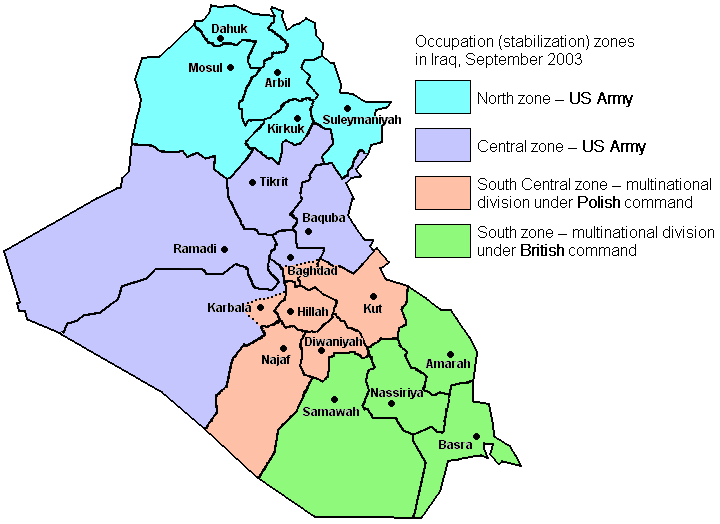
المناطق في العراق اعتبارًا من عام 2003. المنطقة البولندية (جنوب وسط)، وهي في الواقع منطقة متعددة الجنسيات تحت قيادة بولندية، ومميزة باللون الوردي.

انخفض عدد القوات البولندية من 2224 (2003) إلى 900 (2007). بلغ عدد القوات الأوكرانية 1640 جنديًا في عام 2003، وبحلول منتصف عام 2005، انخفض العدد إلى 900 جندي، وانتشر حوالي 29 ضابطًا و8 ضباط صف، يخدمون في المقر الرئيسي وفي وحدة مساعدة عسكرية، قبل الانسحاب النهائي عام 2008. بلغ عدد الوحدات الأخرى في عام 2003:
- إسبانيا، 1340؛
- تايلاند، 886؛
- بلغاريا، 480؛
- هندوراس، 364؛
- الفلبين، 350؛
- السلفادور، 346؛
- جمهورية الدومينيكان، 300؛
- المجر، 300؛
- رومانيا، 220؛
- منغوليا، 190؛
- لاتفيا، 145؛
- نيكاراغوا، 111،
- جمهورية سلوفاكيا، 111؛
- ليتوانيا، 45؛
- كازاخستان، 25؛
- الدنمارك، 10؛
- هولندا، 6؛
- النرويج، 5؛
- بعض أفراد الدعم والاتصال من المملكة المتحدة والجيش الأمريكي.

انتقلت الفرقة من مهام الاستقرار (الدوريات وغيرها) نحو تدريب الجيش العراقي (الفرقة الثامنة مشاة وقوات الأمن - الشرطة العراقية وشرطة الحدود العراقية).
نُقِلَ المقر الرئيسي للفرقة في عام 2004 من معسكر بابل إلى معسكر إيكو.
وبحسب بيان المهمة فإن المهمة الأساسية للقيادة العامة للقوات المسلحة العراقية كانت الإشراف على نقل المسؤولية العسكرية والأمنية في المناطق الخاضعة لسيطرتها إلى السلطات العراقية المؤقتة.

## الوصف فيحالة الإنكار

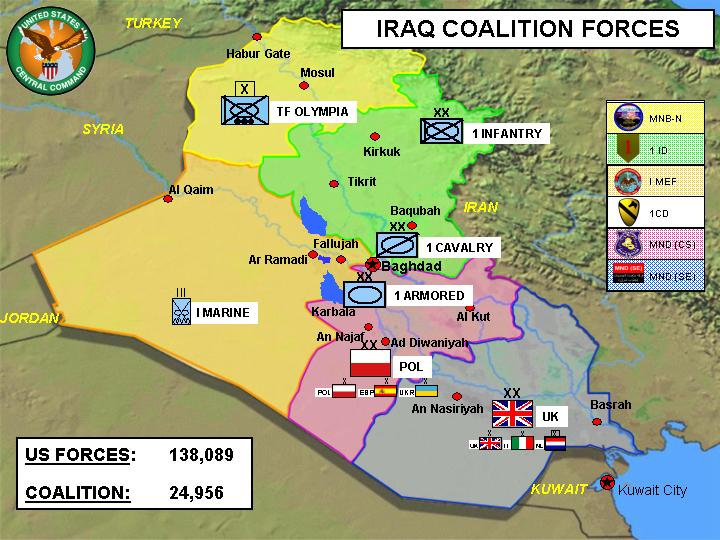
المناطق في العراق اعتبارًا من عام 2004. المنطقة البولندية (جنوب وسط)، وهي في الواقع منطقة متعددة الجنسيات تحت قيادة بولندية، ومميزة باللون الوردي.

في كتاب بوب وودوارد "حالة الإنكار"، يروي تجربة فرانك ميلر، الذي شغل منصب المدير الأول لشؤون الدفاع في مجلس الأمن القومي في مارس/آذار 2004. وخلال رحلة لتقصي الحقائق إلى العراق في ذلك الشهر، زار قيادة الفرقة متعددة الجنسيات. وفيما يلي وصف وودوارد:
انتقل ميلر للقاء القائد البولندي للفرقة متعددة الجنسيات، المؤلفة من قوات من 23 دولة. كان هذا الجزء الأكثر اهتزازًا في التحالف، ولكنه كان بمثابة غطاء مهم للإشارة إلى أن الحرب كانت جهدًا دوليًا واسع النطاق.
قال قائد الفرقة البولندية لميلر: "لديّ 23 وحدة وطنية منفصلة. لديهم 23 قاعدة اشتباك منفصلة. أرفع سماعة الهاتف، وأُخبر العقيد المسؤول عن اللواء الإسباني بما يجب فعله. يرفع سماعة الهاتف، ويتصل بمدريد، ويقول: "لقد أُمرتُ بفعل هذا. هل هذا مناسب؟"".

أدرك ميلر أن هذا يعني أن الفرقة المتعددة الجنسيات كانت لديها قدرات قتالية ضئيلة أو معدومة.

## القادة
| اسلسل  | قائد                  | من            | إلى            |
| ------ | --------------------- | ------------- | -------------- |
| الأول  | أندريه تيسكيويتز      | 17 مايو 2003  | 11 يناير 2004  |
| الثاني | مييشيسواف بينيك       | 11 يناير 2004 | 18 يوليو 2004  |
| الثالث | أندريه إيكيرت         | 18 يوليو 2004 | 7 فبراير 2005  |
| الرابع | فالديمار سكريزبكزاك   | 7 فبراير 2005 | 26 يوليو 2005  |
| الخامس | بيوتر تشيرفينسكي      | 26 يوليو 2005 | 6 فبراير 2006  |
| السادس | إدوارد جروسكا         | 6 فبراير 2006 | 18 يوليو 2006  |
| السابع | برونيسلاف كفياتكوفسكي | 18 يوليو 2006 | 24 يناير 2007  |
| الثامن | باويل لاملا           | 24 يناير 2007 | 25 يوليو 2007  |
| التاسع | تاديوس بوك            | 25 يوليو 2007 | 30 يناير 2008  |
| العاشر | أندريزيج مالينوفسكي   | 30 يناير 2008 | 31 أكتوبر 2008 |

## القوات

### البولندية
| تسلسل  | قسم                                          | قوة  |
| ------ | -------------------------------------------- | ---- |
| الأول  | الفرقة الميكانيكية الثانية عشرة              | 2500 |
| الثاني | فرقة الفرسان المدرعة الحادية عشرة            | 2500 |
| الثالث | الفرقة الميكانيكية السادسة عشر               | 2400 |
| الرابع | فرقة الفرسان المدرعة الحادية عشرة في لوبوش   | 1500 |
| الخامس | فرقة وارسو الميكانيكية الأولى                | 1500 |
| السادس | فرقة شتشيتسين الميكانيكية الثانية عشرة       | 900  |
| السابع | الفرقة الميكانيكية السادسة عشرة من بوميرانيا | 900  |
| الثامن | فرقة الفرسان المدرعة الحادية عشرة في لوبوش   | 900  |
| التاسع | فرقة وارسو الميكانيكية الأولى                | 900  |
| العاشر | فرقة شتشيتسين الميكانيكية الثانية عشرة       | 900  |

### الإسبانية والأمريكية اللاتينية
- لواء بلس ألترا

### الأوكرانية
| تسلسل  | تاريخ                           | وحدة                     | قائد                    | قوة          |
| ------ | ------------------------------- | ------------------------ | ----------------------- | ------------ |
| الأول  | 18 أغسطس 2003 – 19 فبراير 2004  | اللواء الميكانيكي الخامس | اللواء سيرجي بيزلوشينكو | 1,656(1,614) |
| الثاني | 19 فبراير 2004 – 22 سبتمبر 2004 | اللواء الميكانيكي السادس | اللواء سيرهي أوستروفسكي | 1,795        |
| الثالث | 22 سبتمبر 2004 – 7 مايو 2005    | اللواء الميكانيكي السابع | اللواء سيرهي بوبكو      | 1,722        |
| الرابع | 7 مايو 2005 – 29 ديسمبر 2005    | المجموعة التكتيكية 81    | اللواء سيرهي هوروشنيكوف | 896          |
|        | 20 ديسمبر 2005 – 9 ديسمبر 2008  |                          | العقيد هينادي لاشكوف    | 37           |

## روابط خارجية
- الفرقة المتعددة الجنسيات – (الجنوب الأوسط) على globalsecurity.org
- المقدم روبرت سترزيليكي، الجيش البولندي، نسخة محفوظة 2011-02-22 على موقع واي باك مشين. الدروس المستفادة: القسم المتعدد الجنسيات في المنطقة الوسطى والجنوبية
- ميدالية تذكارية لقسم القوات المتعددة الجنسيات في المنطقة الوسطى والجنوبية| العراق الغزو الأمريكي للعراق - - جاي غارنر - بول بريمر - الحكومة العراقية المؤقتة - غازي الياور - إياد علاوي - الانتخابات العراقية - جلال الطالباني - إبراهيم الجعفري - نوري المالكي - إعدام صدام حسين |
| تحرير || - ع - ن - ت حرب العراق (2003–2011)     | - ع - ن - ت حرب العراق (2003–2011) |
| -------------------------------------- | --- |
| - جزء من صراع العراق                   | |
| المقدمات                               | - الأساس المنطقي لحرب العراق - أنابيب الألومنيوم العراقية - أزمة نزع سلاح العراق - العراق وأسلحة الدمار الشامل - عمليات تزوير يورانيوم النيجر - برنامج الأسلحة البيولوجية العراقية - مبادرات السلام الفاشلة العراقية - مشروعية حرب العراق 2003 - الرأي العام في الولايات المتحدة بشأن غزو العراق - التغطية الإعلامية لحرب العراق - مقابلة صدام - انتهاكات مسندة إلى صدام حسين - حقوق الإنسان في العراق |
| الغزو                                  | - الخط الزمني لغزو العراق 2003 - التحضيرات لغزو العراق 2003 ‏ - القوات متعددة الجنسيات في العراق - معركة الناصرية - سقوط بغداد - معركة ممر ديبكة - إسقاط تمثال صدام في ساحة الفردوس - خطاب المهمة أنجزت - التكهن بأسلحة الدمار الشامل عقب غزو العراق عام 2003 - سلطة الائتلاف المؤقتة |
| الأحداث الرئيسة                        | - غزو العراق (2003) - إعدام صدام حسين (2006) - حرب العراق بمحافظة الأنبار (2003–2011) - جماعات مسلحة عراقية (2003–2011) - التمرد العراقي (2003–2006) - الحرب الأهلية العراقية (2006–2008) - اتفاق انسحاب القوات الأمريكية من العراق (2007–2011) |
| العمليات                               | \| 2003 \| - التنين محمول جوا [لغات أخرى]‏ - بابل القديمة - حربة البرق [لغات أخرى]‏ - بلدوغ ماموث [لغات أخرى]‏ - الإسهام الأسترالي - عقرب الصحراء [لغات أخرى]‏ - العمليات العسكرية للائتلاف - المطرقة الحديدية [لغات أخرى]‏ - العدالة الحديدية [لغات أخرى]‏ - آيفي بليزارد [لغات أخرى]‏ - التأخر في الشمال [لغات أخرى]‏ - Panther Squeeze [لغات أخرى]‏ - Peninsula Strike [لغات أخرى]‏ - عملية كوكب إكس ‏ - عملية الفجر الأحمر - عملية تليك \| \| 2004 \| - معركة سامراء - Bulldog Mammoth [لغات أخرى]‏ - عملية أطفال العراق - Iron Saber [لغات أخرى]‏ - معركة الفلوجة الثانية - معركة الفلوجة الثانية - Phantom Linebacker [لغات أخرى]‏ - Plymouth Rock [لغات أخرى]‏ - معركة الفلوجة الأولى - Warrior's Rage [لغات أخرى]‏ \| \| 2005 \| - Able Rising Force ‏ - Able Warrior ‏ - Badlands - عملية سايكلون - Dagger - Iron Hammer [لغات أخرى]‏ - ماتادور - New Market [لغات أخرى]‏ - الرمح - Squeeze Play [لغات أخرى]‏ - الستارة الفولاذية \| \| 2006 \| - الماجد - Gaugamela - Guardian Tiger ‏ - Iron Triangle [لغات أخرى]‏ - عملية ميدوسا - River Falcon ‏ - Scorpion - عملية سندباد [لغات أخرى]‏ - Swarmer - عملية معا إلى الأمام \| \| 2007 \| - عملية اللجاه [لغات أخرى]‏ - Arbead II ‏ - عملية آردنس [لغات أخرى]‏ - عملية النسر الأسود - عملية النسر المغوار - عملية فورسيث بارك ‏ - عملية فرض القانون - Leyte Gulf [لغات أخرى]‏ - Marne Avalanche [لغات أخرى]‏ - عملية شعلة مارن ‏ - عملية ماوتني [لغات أخرى]‏ - Phantom Strike [لغات أخرى]‏ - فانتوم ثاندر [لغات أخرى]‏ - Polar Tempest ‏ - Purple Haze ‏ - Saber Guardian [لغات أخرى]‏ - Sledgehammer - Stampede 3 [لغات أخرى]‏ - Tiger Hammer [لغات أخرى]‏ - عملية الحارس الشجاع ‏ - معركة بعقوبة \| \| 2008 \| - Operation Defeat Al Qaeda in the North - بشائر الخير - Operation Phantom Phoenix \| |
| ما بعد الحرب                           | - الأمر 81 - التمرد العراقي (2011–2013) - التدخل العسكري الدولي ضد تنظيم الدولة الإسلامية (داعش) (2014–الآن) - التدخل بقيادة الولايات المتحدة في العراق - الحرب الأهلية العراقية (2014–2017) (2014–2017) - التمرد العراقي (2017–الآن) (2017–الآن) |
| مواقف وآراء                            | - وجهات النظر حول غزو العراق عام 2003 - مشروعية غزو العراق عام 2003 - معارضة حرب العراق - احتجاجات ضد حرب العراق - نقد حرب العراق - مجلس الأمن الدولي وحرب العراق - المواقف الحكومية من حرب العراق قبل غزو العراق عام 2003 |
| جرائم الحرب                            | - مقتل الصحفيين بنيران القوات الأمريكية (2003) - مجزرة الفلوجة (2003) - إساءة معاملة السجناء والتعذيب في سجن أبي غريب (2004) - مجزرة حفلة عرس مكر الذيب (2004) - مجزرة حديثة (2005) - جرائم المحمودية (2006) - حادثة الإسحاقي (2006) - حادثة الحمدانية (2006) - الغارة الجوية على بغداد في 12 يوليو 2007 (2007) - مجزرة ساحة النسور (2007) - تسريب وثائق حرب العراق (2010) |
| التأثير                                | - لاجئون عراقيون - فريق الاستقصاء المتعلق بالعراق - أضرار بغداد خلال حرب العراق - نهب الآثار - مجلس الحكم العراقي - إعادة إعمار العراق - الإصلاح الاقتصادي في العراق - التكلفة المالية - ضحايا حرب العراق - لجنة تشيلكوت - حقوق الإنسان في العراق - كندا وحرب العراق |
| النصب التذكارية                        | - نصب العراق وأفغانستان التذكاري |
| قوائم                                  | - العمليات العسكرية في العراق من جانب الائتلاف بقيادة الولايات المتحدة - التفجيرات - إسقاطات الطيران والحوادث |
| الجدول الزمني للحرب                    | - 2003 - 2004 - 2005 - 2006 - 2007 - 2008 - 2009 - 2010 - 2011 |
| - تصنيف:حرب العراق - أخبار - ويكيميديا | |
| 2003                                   | - التنين محمول جوا [لغات أخرى]‏ - بابل القديمة - حربة البرق [لغات أخرى]‏ - بلدوغ ماموث [لغات أخرى]‏ - الإسهام الأسترالي - عقرب الصحراء [لغات أخرى]‏ - العمليات العسكرية للائتلاف - المطرقة الحديدية [لغات أخرى]‏ - العدالة الحديدية [لغات أخرى]‏ - آيفي بليزارد [لغات أخرى]‏ - التأخر في الشمال [لغات أخرى]‏ - Panther Squeeze [لغات أخرى]‏ - Peninsula Strike [لغات أخرى]‏ - عملية كوكب إكس ‏ - عملية الفجر الأحمر - عملية تليك |
| 2004                                   | - معركة سامراء - Bulldog Mammoth [لغات أخرى]‏ - عملية أطفال العراق - Iron Saber [لغات أخرى]‏ - معركة الفلوجة الثانية - معركة الفلوجة الثانية - Phantom Linebacker [لغات أخرى]‏ - Plymouth Rock [لغات أخرى]‏ - معركة الفلوجة الأولى - Warrior's Rage [لغات أخرى]‏ |
| 2005                                   | - Able Rising Force ‏ - Able Warrior ‏ - Badlands - عملية سايكلون - Dagger - Iron Hammer [لغات أخرى]‏ - ماتادور - New Market [لغات أخرى]‏ - الرمح - Squeeze Play [لغات أخرى]‏ - الستارة الفولاذية |
| 2006                                   | - الماجد - Gaugamela - Guardian Tiger ‏ - Iron Triangle [لغات أخرى]‏ - عملية ميدوسا - River Falcon ‏ - Scorpion - عملية سندباد [لغات أخرى]‏ - Swarmer - عملية معا إلى الأمام |
| 2007                                   | - عملية اللجاه [لغات أخرى]‏ - Arbead II ‏ - عملية آردنس [لغات أخرى]‏ - عملية النسر الأسود - عملية النسر المغوار - عملية فورسيث بارك ‏ - عملية فرض القانون - Leyte Gulf [لغات أخرى]‏ - Marne Avalanche [لغات أخرى]‏ - عملية شعلة مارن ‏ - عملية ماوتني [لغات أخرى]‏ - Phantom Strike [لغات أخرى]‏ - فانتوم ثاندر [لغات أخرى]‏ - Polar Tempest ‏ - Purple Haze ‏ - Saber Guardian [لغات أخرى]‏ - Sledgehammer - Stampede 3 [لغات أخرى]‏ - Tiger Hammer [لغات أخرى]‏ - عملية الحارس الشجاع ‏ - معركة بعقوبة |
| 2008                                   | - Operation Defeat Al Qaeda in the North - بشائر الخير - Operation Phantom Phoenix |